# Folsom, Louisiana
Folsom är en ort i Saint Tammany Parish i Louisiana. Orten har fått sitt namn efter presidenthustrun Frances Folsom. Vid 2020 års folkräkning hade Folsom 769 invånare.